# Pietro Fittipaldi
Pietro Fittipaldi da Cruz (Miami, 25 giugno 1996) è un pilota automobilistico brasiliano, con passaporto statunitense, nipote del due volte campione del mondo di Formula 1 Emerson Fittipaldi (è figlio di sua figlia Juliane). Ha un fratello, Enzo, anche lui pilota automobilistico.
Ha fatto il suo debutto in Formula 1 con la Haas al Gran Premio di Sakhir 2020, sostituendo l’infortunato Romain Grosjean.

## Carriera

### Karting
Pietro Fittipaldi come molti altri piloti inizia la sua carriera correndo con i kart in campionati statali e nazionali negli Stati Uniti, ottenendo dei discreti risultati, pur non concludendo nessun campionato nella Top 3..

### NASCAR
Nel 2011, a 15 anni, avviene il suo passaggio dai kart alle Stock car. Partecipa infatti al campionato NASCAR Whelen All-American Series con il team Lee Faulk Racing, dove dimostra subito le sue buone doti di guida, conquistando il titolo ed il premio di Rookie dell'anno nella divisione Limited Late Model, grazie a 3 pole position e 4 vittorie, per un totale di 13 podi stagionali. Nell'anno successivo rinnova il suo impegno nella serie con la stessa scuderia, passando però alla divisione Late Models. La stagione non si rivela però brillante come quella precedente e Fittipaldi conclude il campionato al quinto posto, ricevendo comunque il riconoscimento di Rookie dell'anno.
Per il 2013 decide di lasciare il mondo delle Stock car americane per passare alle vetture a ruote scoperte nei campionati europei.

### Formule minori
Nel 2013 al suo primo anno in Europa, partecipa a due campionati inglesi, la Protyre Formula Renault con il team Jamun Racing Services e la Formula 4 inglese con il team MGR Motorsport. Non ottiene risultati di rilievo in nessuna delle due categorie, eccezion fatta per una vittoria ottenuta in F4, principalmente a causa della grossa differenza sia in tipologia di guida che in prestazioni rispetto alle auto guidate nei due anni precedenti.
Nel 2014 continua la partecipazione nella sola Protyre Formula Renault, passando però al team MGR Motorsport che lo aveva seguito in Formula 4. Al contrario dell'anno precedente in questa stagione domina letteralmente il campionato, conquistando 10 vittorie su un totale di 15 gare disputate. Partecipa inoltre con la stessa scuderia ad alcune tappe del campionato Formula Renault 2.0 Alps e come wildcard all'ultima tappa del campionato Eurocup Formula Renault 2.0 con il team Koiranen GP.

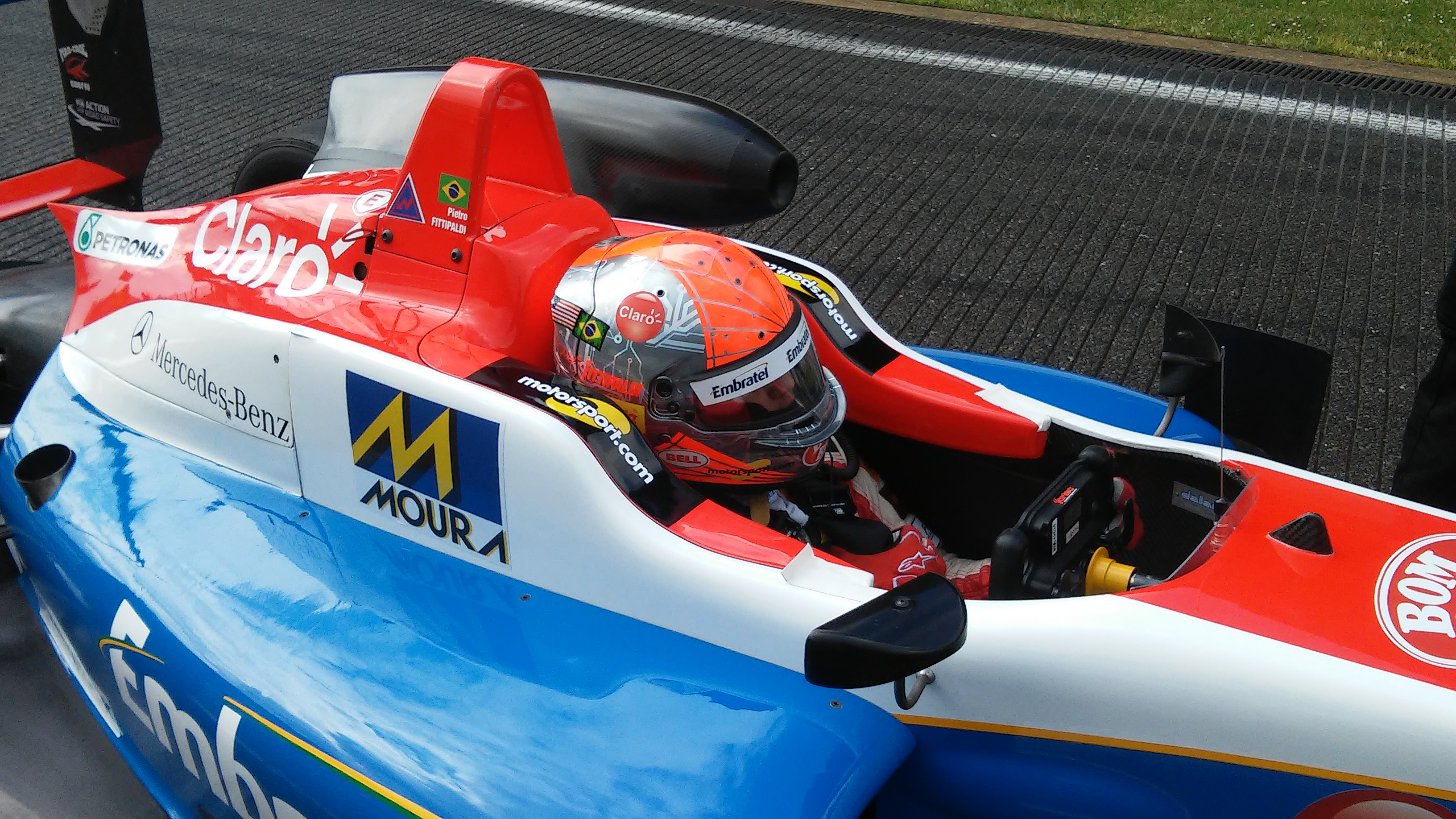
Pietro Fittipaldi, in Formula 3, a Spa-Fracorchamps nel 2015.

Nell'anno successivo partecipa al campionato europeo FIA di Formula 3 con il team Fortec Motorsport, concludendo il campionato 17º con 32 punti raccolti.
Nell'inverno 2015-2016 partecipa all'MRF Challenge, un campionato indiano utilizzato da molti piloti come allenamento in attesa dell'inizio delle stagioni motoristiche europee, dove si conferma molto competitivo e riesce a cogliere la conquista del titolo.
Nel 2016 sempre con Fortec Motorsport passa al campionato Formula V8 3.5, dove riesce a giungere a podio una sola volta e conclude la stagione in decima posizione. Per il 2017 viene ingaggiato dal team Lotus per competere nella stessa serie. A fine stagione si laurea campione dell'ultima edizione del campionato.
Il 13 marzo 2018 partecipa alla seconda giornata di test pre-stagionali del campionato Super Formula giapponese sul circuito di Suzuka con il team LeMans, in vista di una possibile partecipazione anche in quel campionato. A fine marzo annuncia il proprio impegno nella serie per tutte le gare della stagione eccetto Autopolis e Sugo, dove verrà sostituito da Tom Dillmann, in quanto concomitanti con due gare del campionato Indycar.

### Formula E
Viene selezionato dal team Jaguar per partecipare, insieme a Paul di Resta, ai rookie test che si svolgono sul Circuito di Marrakech il 14 gennaio 2018. Conclude il test in seconda posizione con il tempo di 1:20.597.

### IndyCar
Dopo aver effettuato tre sessioni di test sui circuiti di Sebring e Sonoma e sull'ovale di Phoenix, viene annunciato, nel febbraio 2018, che Fittipaldi gareggerà in sette appuntamenti del campionato statunitense, tra le quali la 500 Miglia di Indianapolis al volante della vettura #19 del team Dale Coyne Racing. Tuttavia, sarà costretto a saltare questo appuntamento a causa dell'infortunio subito nella tappa del WEC di Spa-Francorchamps.
Nel 2021 avrà un'altra chance di disputare la 500 Miglia di Indianapolis, sempre con Dale Coyne Racing. Fittipaldi dividerà infatti la monoposto #51 con Romain Grosjean. Il brasiliano prenderà parte alle gare sugli ovali, mentre il francese gareggerà su circuiti stradali e cittadini.
Per la stagione 2024 Fittipaldi viene ingaggiato dal team Rahal Letterman Lanigan Racing per correre a tempo pieno nella IndyCar Series.

### Endurance

Pietro Fittipaldi durante la 24 Ore di Le Mans 2022

Il 20 novembre 2017 effettua una sessione di test con una Porsche 919 Hybrid come premio per il primo posto nel campionato Formula V8 3.5.
Nel marzo 2018 viene annunciato che parteciperà alle tappe di Spa-Francorchamps e Fuji della superstagione 2018-2019 del WEC, alla guida di una BR BR1 di categoria LMP1 del team DragonSpeed. Durante le qualifiche della tappa di Spa-Francorchamps ha perso il controllo della BR1, probabilmente a causa di un guasto, mentre percorreva l'Eau Rouge-Raidillon ed ha impattato contro le barriere, riportando fratture multiple ad entrambi gli arti inferiori.
Nel 2021 partecipa alla prima gara a Barcellona della serie European Le Mans nella categoria LMP2 con il team russo G-Drive Racing. In gara con i suoi compagni finiscono settimi.

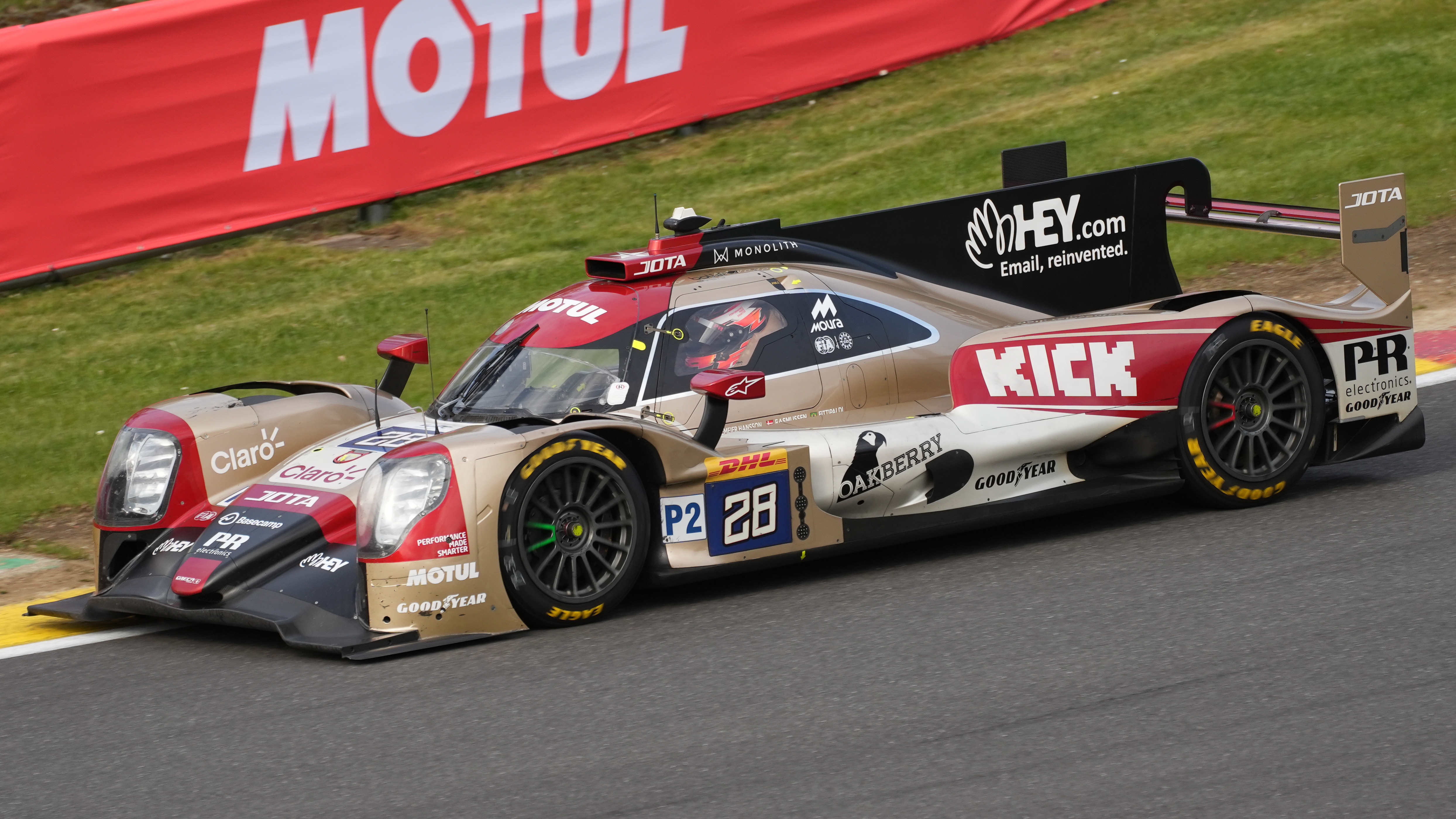
Fittipaldi durante la 6 ore di Spa 2023 con il team Jota Sport

Nel 2022 viene ingaggiato dal team Inter Europol Competition, insieme a Fabio Scherer e David H. Hansson per correre nella classe LMP2 della European Le Mans Series.Oltre al impegno nel European Le Mans Series corre anche la 24 Ore di Le Mans 2022 nella classe LMP2 per il team Ultimate.
Per la stagione 2023 del WEC si unisce al team Jota Sport nella classe LMP2 insieme a David Heinemeier Hansson e Oliver Rasmussen, dove ottiene la vittoria di classe nella 6 Ore di Monza. Mentre con il team Rick Ware Racing partecipa sempre nella classe LMP2 alla 24 Ore di Daytona.
Nel 2024 torna a correre a Daytona sostituendo l'infortunato, Clément Novalak per le file del team Inter Europol Competition.

### Formula 1
Nel 2019 viene ingaggiato dalla Haas come terzo pilota, venendo poi confermato per la stagione successiva. A seguito dell'infortunio subito da Romain Grosjean nell’incidente al Gran Premio del Bahrein 2020, Fittipaldi lo sostituisce nel seguente Gran Premio di Sakhir; a causa della convalescenza del pilota francese, il suo impegno con la Haas prosegue anche ad Abu Dhabi. In entrambe le gare raggiunge la bandiera a scacchi ma risulta l'ultimo dei classificati.
Nel 2021, parallelamente al suo impegno in IndyCar, Fittipaldi resta in Haas come terzo pilota. A seguito della positività di Nikita Mazepin al SARS-CoV-2, Fittipaldi lo sostituisce nei test post-stagionali per le gomme Pirelli..
Il pilota brasiliano rimane come terzo pilota del team Haas anche per la stagione 2022. In seguito al licenziamento del pilota titolare Nikita Mazepin, Fittipaldi partecipa alla prima giornata dei test pre-stagionali del Bahrain con la Haas VF-22, ma la squadra dichiara la volontà di puntare su un pilota più esperto per il resto della stagione, in seguito viene infatti annunciato l'ingaggio di Kevin Magnussen, già pilota Haas dal 2017 al 2020. Fittipaldi nel corso del anno partecipa a due prove libere, nel Gran Premio di Città del Messico e nel Gran Premio di Abu Dhabi 2022. Sempre con il team statunitense prende parte ai test post stagionali sul Circuito di Yas Marina.
Fittipaldi viene confermato dal team americano come terzo pilota anche per la stagione 2023.

## Palmarès
- NASCAR Whelen All-American Series - Limited Late Model: 2011
- Protyre Formula Renault: 2014
- MRF Challenge - Formula 2000: 2015/2016
- World Series Formula V8 3.5: 2017

## Risultati

### Formula Renault
(legenda) (Le gare in grassetto indicano la pole) (Le gare in corsivo indicano il giro veloce)
| Anno | Squadra               | 1   | 2   | 3   | 4   | 5   | 6   | 7   | 8   | 9   | 10  | 11  | 12  | 13  | 14  | 15  | 16  | Punti     | Pos. |
| ---- | --------------------- | --- | --- | --- | --- | --- | --- | --- | --- | --- | --- | --- | --- | --- | --- | --- | --- | --------- | ---- |
| 2013 | Jamun Racing Services | DON | DON | SNE | SNE | SNE | THR | THR | THR | CRO | CRO | CRO | ROC | ROC | ROC | SIL | SIL | 163       | 8º   |
| 2013 | Jamun Racing Services | Rit | 9   | 17  | 5   | Rit | 6   | 12  | Rit | 7   | Rit | 16  | 7   | 12  | 6   | 6   | 6   | 163       | 8º   |
| 2014 | MGR Motorsport        | ROC | ROC | ROC | DON | DON | DON | BRH | BRH | SNE | SNE | SNE | CRO | CRO | SIL | SIL |     | 431 (453) | 1º   |
| 2014 | MGR Motorsport        | 1   | 4   | 4   | 1   | 1   | 1   | 1   | 1   | 1   | 1   | 1   | 2   | 1   | 3   | 3   |     | 431 (453) | 1º   |

#### 2.0 Alps
(legenda) (Le gare in grassetto indicano la pole) (Le gare in corsivo indicano il giro veloce)
| Anno | Squadra        | 1   | 2   | 3   | 4   | 5   | 6   | 7   | 8   | 9   | 10  | 11  | 12  | 13  | 14  | Punti | Pos. |
| ---- | -------------- | --- | --- | --- | --- | --- | --- | --- | --- | --- | --- | --- | --- | --- | --- | ----- | ---- |
| 2014 | MGR Motorsport | IMO | IMO | PAU | PAU | RBR | RBR | SPA | SPA | MNZ | MNZ | MUG | MUG | JER | JER | 43    | 9º   |
| 2014 | MGR Motorsport |     |     |     |     |     |     | Rit | 13  | 12  | 5   | 4   | 8   |     |     | 43    | 9º   |
| 2014 | Koiranen GP    |     |     |     |     |     |     |     |     |     |     |     |     | 19  | 10  | 43    | 9º   |

### Formula 4
(legenda) (Le gare in grassetto indicano la pole) (Le gare in corsivo indicano il giro veloce)
| 10 | 9 | Rit | 13 | Rit | Rit | SQ | 13 | 9 |  |  |  | 1 | 8 | 14 | 10 | 12 | 10 | 10 | 7 | 13 |  |  |  |

### Formula 3 europea
(legenda) (Le gare in grassetto indicano la pole) (Le gare in corsivo indicano il giro veloce)
| 11 | 8 | Rit | Rit | 20 | Rit | NP | NQ | NQ | 7 | 9 | 11 | 8 | 21 | 10 | 19 | Rit | 16 | 17 | 20 | 20 | 23 | 32 | 24 | 12 | 6 | 6 | 15 | Rit | 18 | 13 | 16 | Rit |

### MRF Challenge
(legenda) (Le gare in grassetto indicano la pole) (Le gare in corsivo indicano il giro veloce)
| 2 | 3 | 5 | 1 | 4 | 2 | 2 | 5 | 3 | 1 | 1 | 5 | 1 | 4 |

### Formula V8 3.5
(legenda) (Le gare in grassetto indicano la pole) (Le gare in corsivo indicano il giro veloce)
| Anno | Squadra            | 1   | 2   | 3   | 4   | 5   | 6   | 7   | 8   | 9   | 10  | 11  | 12  | 13  | 14  | Punti | Pos. |     |     |     |     |
| 2016 | Fortec Motorsports | ARG | ARG | HUN | HUN | SPA | SPA | LEC | LEC | SIL | SIL | RBR | RBR | MNZ | MNZ | JER   | JER  | CAT | CAT | 60  | 10º |
| ---- | ------------------ | --- | --- | --- | --- | --- | --- | --- | --- | --- | --- | --- | --- | --- | --- | ----- | ---- | --- | --- | --- | --- |
| 2016 | Fortec Motorsports | 11  | 9   | 8   | 8   | 11  | 10  | Rit | 7   | 6   | Rit | 11  | 11  | 11  | 4   | 9     | 12   | 7   | 3   | 60  | 10º |
| 2017 | Lotus              | SIL | SIL | SPA | SPA | MNZ | MNZ | JER | JER | ARG | ARG | NÜR | NÜR | MEX | MEX | COA   | COA  | BAH | BAH | 259 | 1º  |
| 2017 | Lotus              | 1   | 1   | 8   | 6   | 9   | 4   | 2   | 1   | Rit | 1   | 7   | 6   | 1   | 1   | 3     | Rit  | 2   | 2   | 259 | 1º  |

### IndyCar
| Anno | Squadra                               | Telaio       | Motore | 1      | 2      | 3      | 4      | 5       | 6       | 7      | 8      | 9      | 10     | 11     | 12     | 13     | 14     | 15     | 16     | 17     | Punti | Pos. |
| ---- | ------------------------------------- | ------------ | ------ | ------ | ------ | ------ | ------ | ------- | ------- | ------ | ------ | ------ | ------ | ------ | ------ | ------ | ------ | ------ | ------ | ------ | ----- | ---- |
| 2018 | Dale Coyne Racing                     | Dallara DW12 | Honda  | STP    | PHX 23 | LBH    | ALA    | IMS     | INDY    | DET    | DET    | TXS    | ROA    | IOW    | TOR    | MDO 23 | POC 22 | GTW 11 | POR 9  | SNM 16 | 91    | 26º  |
| 2021 | Dale Coyne Racing w/ Rick Ware Racing | Dallara DW12 | Honda  | ALA    | STP    | TXS 15 | TXS 21 | IMS     | INDY 25 | DET    | DET    | ROA    | MDO    | NSH    | IMS    | GTW    | POR    | LAG    | LBH    |        | 34    | 32º  |
| 2024 | Rahal Letterman Lanigan Racing        | Dallara DW12 | Honda  | STP 13 | LBH 21 | ALA 27 | IMS 14 | INDY 32 | DET 13  | ROA 16 | LAG 14 | MDO 24 | IOW 19 | IOW 20 | TOR 19 | GAT 14 | POR 25 | MIL 18 | MIL 21 | NSH 21 | 186   | 19º  |

#### 500 Miglia di Indianapolis
| Anno   | N° auto | Partito | Media qualifica | Finito | Giri | Giri in testa | Causa ritiro |
| ------ | ------- | ------- | --------------- | ------ | ---- | ------------- | ------------ |
| 2021   | 51      | 13º     | 230.846         | 25º    | 199  | 0             | /            |
| Totale | Totale  | Totale  | Totale          | Totale | 199  | 0             |              |

### Super Formula
(legenda) (Le gare in grassetto indicano la pole position) (Le gare in corsivo indicano Gpv)
| Anno | Team                    | 1      | 2   | 3   | 4   | 5   | 6   | 7   | Punti | Pos. |
| ---- | ----------------------- | ------ | --- | --- | --- | --- | --- | --- | ----- | ---- |
| 2018 | UOMO Sunoco Team LeMans | SUZ 16 | AUT | SUG | FUJ | MOT | OKA | SUZ | 0     | 22º  |

### Formula 3 asiatica
(legenda) (Le gare in grassetto indicano la pole) (Le gare in corsivo indicano il giro veloce)
| 14 | 12 | 11 | 7 | 13 | 7 | 4 | 5 | 5 | 4 | 5 | 5 | 3 | 4 | 10 |

### Formula 1
| 2020 | Scuderia | Vettura |  |  |  |  |  |  |  |  |  |  |  |  |  |  |  |    |    |  |  |  |  |  |  |  | Punti | Pos. |
| ---- | -------- | ------- |  |  |  |  |  |  |  |  |  |  |  |  |  |  |  | -- | -- |  |  |  |  |  |  |  | ----- | ---- |
| 2020 | Haas     | VF-20   |  |  |  |  |  |  |  |  |  |  |  |  |  |  |  | 17 | 19 |  |  |  |  |  |  |  | 0     | 23º  |

| 2022 | Scuderia | Vettura |  |  |  |  |  |  |  |  |  |  |  |  |  |  |  |  |  |  |  |    |  |    |  |  | Punti | Pos. |
| ---- | -------- | ------- |  |  |  |  |  |  |  |  |  |  |  |  |  |  |  |  |  |  |  | -- |  | -- |  |  | ----- | ---- |
| 2022 | Haas     | VF-22   |  |  |  |  |  |  |  |  |  |  |  |  |  |  |  |  |  |  |  | SP |  | SP |  |  | 0     |      |

| Legenda | 1º posto     | 2º posto | 3º posto    | A punti         | Senza punti/Non class.  | Grassetto – Pole position Corsivo – Giro più veloce Apice – Risultato Sprint (A punti) |
| Legenda | Squalificato | Ritirato | Non partito | Non qualificato | Solo prove/Terzo pilota | Grassetto – Pole position Corsivo – Giro più veloce Apice – Risultato Sprint (A punti) |

### DTM
(legenda) (Le gare in grassetto indicano la pole position) (Gare in corsivo indicano Gpv)
| Anno | Team                    | Auto               | 1   | 2   | 3   | 4   | 5   | 6   | 7   | 8   | 9   | 10  | 11  | 12  | 13  | 14  | 15  | 16  | 17  | 18  | Punti | Pos. |
| ---- | ----------------------- | ------------------ | --- | --- | --- | --- | --- | --- | --- | --- | --- | --- | --- | --- | --- | --- | --- | --- | --- | --- | ----- | ---- |
| 2019 | WRT Team Audi Sport     | Audi RS5 Turbo DTM | HOC | HOC | ZOL | ZOL | MIS | MIS | NOR | NOR | ASS | ASS | BRH | BRH | LAU | LAU | NÜR | NÜR | HOC | HOC | 22    | 15º  |
| 2019 | WRT Team Audi Sport     | Audi RS5 Turbo DTM | 10  | 15  | 14  | 9   |     |     | Rit | 15  | 11  | 10  | NP  | 16  | 7   | 9   | 14  | 13  | 15  | 15  | 22    | 15º  |
| 2019 | Audi Sport Team Rosberg | Audi RS5 Turbo DTM |     |     |     |     | 11  | 5   |     |     |     |     |     |     |     |     |     |     |     |     | 22    | 15º  |

### Stock Car Brasil
(legenda) (Le gare in grassetto indicano la pole) (Le gare in corsivo indicano il giro veloce)
| Anno | Squadra           | Vettura                  | 1     | 2     | 3     | 4     | 5     | 6     | 7     | 8     | 9     | 10    | 11    | 12    | 13       | 14      | 15    | 16    | 17    | 18    | 19    | 20    | 21    | 22    | 23    | 24    | Punti | Pos. |
| ---- | ----------------- | ------------------------ | ----- | ----- | ----- | ----- | ----- | ----- | ----- | ----- | ----- | ----- | ----- | ----- | -------- | ------- | ----- | ----- | ----- | ----- | ----- | ----- | ----- | ----- | ----- | ----- | ----- | ---- |
| 2021 | Full Time Bassani | Toyota Corolla Stock Car | GOI 1 | GOI 2 | INT 1 | INT 2 | VCA 1 | VCA 2 | VCA 1 | VCA 2 | CAS 1 | CAS 2 | CUR 1 | CUR 2 | CUR 1 17 | CUR 2 8 | GOI 1 | GOI 2 | GOI 1 | GOI 2 | VCA 1 | VCA 2 | SCZ 1 | SCZ 2 | INT 1 | INT 2 | 0†*   | NC†* |

† Dato che Fittipaldi era un pilota ospite, non era idoneo per i punti.
* Stagione in corso.

### Endurance

#### Campionato del mondo endurance
| Anno    | Squadra                   | Classe | Vettura            | SPA | LMS | SIL | FUJ | SHA | SEB | SPA | LMS | Punti | Pos. |
| ------- | ------------------------- | ------ | ------------------ | --- | --- | --- | --- | --- | --- | --- | --- | ----- | ---- |
| 2018-19 | DragonSpeed               | LMP1   | BR Engineering BR1 | NP  |     |     |     |     |     |     |     | 0     | NC   |
| Anno    | Squadra                   | Classe | Vettura            | SEB | SPA | LMS | MON | FUJ | BHR |     |     | Punti | Pos. |
| 2022    | Inter Europol Competition | LMP2   | Oreca 07           |     |     | 14  |     |     |     |     |     | 0     | NC   |
| Anno    | Squadra                   | Classe | Vettura            | SEB | ALG | SPA | LMS | MON | FUJ | BHR |     | Punti | Pos. |
| 2023    | Jota                      | LMP2   | Oreca 07           | 5   | 8   | 9   | 9   | 1   | 6   | 3   |     | 84    | 6°   |
| Legenda |                           |        |                    |     |     |     |     |     |     |     |     |       |      |

* Stagione in corso.

#### European Le Mans Series
| Anno    | Squadra                   | Classe | Vettura  | CAT | RBR | LEC | MNZ | SPA | ALG | Punti | Pos. |
| ------- | ------------------------- | ------ | -------- | --- | --- | --- | --- | --- | --- | ----- | ---- |
| 2021    | G-Drive Racing            | LMP2   | Aurus 01 | 7   |     |     |     |     |     | 6     | 26º  |
| Anno    | Squadra                   | Classe | Vettura  | PAU | IMO | MON | BAR | SPA | POR | Punti | Pos. |
| 2022    | Inter Europol Competition | LMP2   | Oreca 07 | 11  | 9   | 11  | 16  | 2   | 4   | 32    | 10°  |
| Anno    | Squadra                   | Classe | Vettura  | BAR | LEC | IMO | SPA | SIL | ALG | Punti | Pos. |
| 2025    | Vector Sport              | LMP2   | Oreca 07 | 3   |     |     |     |     |     | 15*   |      |
| Legenda |                           |        |          |     |     |     |     |     |     |       |      |

*Stagione in corso.

#### Risultati 24 ore di Le Mans
| Anno | Team                      | Co-piloti                          | Auto            | Classe | Giri | Pos. | Pos Cat. |
| ---- | ------------------------- | ---------------------------------- | --------------- | ------ | ---- | ---- | -------- |
| 2022 | Inter Europol Competition | Fabio Scherer David Hansson        | Ligier LMP2     | LMP2   | 364  | 18º  | 14º      |
| 2023 | Jota Sport                | David Hansson Oliver Rasmussen     | Oreca 07-Gibson | LMP2   | 316  | 24º  | 13º      |
| 2025 | United Autosports         | David Hansson Renger van der Zande | Oreca 07-Gibson | LMP2   | 364  | 24º  | 7º       |

#### Risultati 24 ore di Daytona
| Anno | Team                 | Co-piloti                                  | Auto        | Classe | Giri | Pos. | Pos Cat. |
| ---- | -------------------- | ------------------------------------------ | ----------- | ------ | ---- | ---- | -------- |
| 2023 | Rick Ware Racing     | Devlin DeFrancesco Austin Cindric Eric Lux | Ligier LMP2 | LMP2   | 758  | 12º  | 6º       |
| 2024 | Inter Europol by PR1 | Nick Boulle Tom Dillmann Jakub Śmiechowski | Oreca 07    | LMP2   | 767  | 12º  | 4º       |